# Viðey
Viðey è un'isola islandese situata nell'Oceano Atlantico settentrionale.
L'isola è posizionata al largo delle coste occidentali islandesi vicino a Reykjavík e, di conseguenza, fa parte della regione Höfuðborgarsvæðið che è costituita principalmente dell'area metropolitana di Reykjavík.